# Антоніу Рібейру (футболіст)
Антоніу Рібейру (англ. António Manuel Ribeiro, нар. 8 жовтня 1980, Авейру) — канадський футболіст, що грав на позиції півзахисника. Виступав за низку канадських та американських клубів, а також національну збірну Канади.

## Клубна кар'єра
Антоніу Рібейру народився в португальському місті Авейру, пізніше перебрався до Канади, і з 2000 року розпочав грати в команді «Монреаль Імпакт», в якій виступав до 2001 року. У 2002 році футболіст грав за аматорський клуб «Панеллініос».
У 2003 році Рібейру повернувся до клубу «Монреаль Імпакт», у якому цього разу грав до 2008 року. У 2009 році футболіст перейшов до американського клубу Major League Soccer «Сан-Хосе Ерзквейкс», але вже наступного року повернувся до клубу «Монреаль Імпакт», у складі якого завершив виступи на футбольних полях у 2011 році.

## Виступи за збірні
У 1998 році Антоніу Рібейру грав у складі молодіжної збірної Канади. У 2007 році Рібейру дебютував у складі національної збірної Канади. У складі збірної був учасником розіграшу Золотого кубка КОНКАКАФ 2007 року. Загалом протягом кар'єри в національній команді, в якій грав до 2010 року, провів у її формі 3 матчі, в яких забитими голами не відзначився.